# Crònica picta
La Crònica picta (Pictish Chronicle en anglès) és el nom que li han donat els historiadors a una llista dels reis pictes. Aquesta llista comença milers d'anys abans dels registres històrics i finalitza amb la integració del regne picte al regne d'Alba.

## La Crònica
El manuscrit original, avui perdut, sembla datar dels primers anys de Kenneth II (que governà Escòcia del 971 al 995), ja que és el darrer rei que s'hi menciona i el cronista ignora la durada del seu regnat. Exceptuant la llista de reis, l'integritat del seu contingut només s'ha conservat en el manuscrit de Poppleton, que data del segle XIV.
Els especialistes han classificat les sis versions de la Crònica picta conservades en dos grups:
- El «grup A», que engloba les còpies datades el 971/975 i 1040/1072.[2]
- El «grup B», que engloba les còpies datades el 1187,[3] 1251,[4] 1280[5] i 1317.[6]

Aquests dos grups de documents corresponen suposadament a dues fonts inicials diferents independents.
El propi text fa suposar que les copies del grup A es van basar en un original més antic i més complet. A més sembla que tenen menys errors que les còpies del grup B. El text es compon de tres parts:
1. La Cronica de origine antiquorum Pictorum, un relat dels orígens mítics dels pictes que prove sobretot de les Etimologies d'Isidor de Sevilla.
2. Una lista dels reis dels pictes.
3. La Crònica dels reis d'Alba s'hi inclou en alguns textos.

És evident que les dues darreres seccions van ser escrites originalment en irlandès mitjà, ja que alguns mots d'aquesta llengua no es van traduir al llatí.